# Douglas Fairbanks
Douglas Fairbanks (23. května 1883 – 12. prosince 1939) byl americký herec, režisér, scenárista a producent, který se díky akrobatickým výkonům ve výpravných kostýmních filmech jako Zorro mstitel (1920), Robin zbojník (1922), Zloděj z Bagdádu (1924) nebo Černý korsár (1926) stal ve dvacátých letech 20. století hvězdou němého filmu. Společně se svou manželkou Mary Pickfordovou, Charlesem Chaplinem a režisérem Davidem Wark Griffithem je považován za nejvýznamnější osobnost amerického němého filmu.

## Biografie

### Rodina, dětství a školní léta
Na svět přišel 23. května 1883 jako Douglas Elton Thomas Ullman v Denveru v americkém státě Colorado, kam se jeho rodiče krátce před jeho narozením přestěhovali z New Yorku. Jeho otec Charles Hezekiah Ullman pocházel z židovské rodiny a byl úspěšným newyorským advokátem, za občanské války bojoval v řadách unionistické armády. Jeho matka Ella Adelaide Marshová pocházela z New Yorku a byla vdovou po zámožném plantážníkovi Johnu Fairbanksovi. S Ullmanem se sblížila, když jí zastupoval v rozvodovém řízení s jejím druhým manželem, soudcem Edwardem Wilcoxem. V roce 1881 se Charles s Mary přestěhovali z New Yorku do Denveru, kde právě propukla stříbrná horečka a kde Charles obnovil svou advokátní praxi. Krátce nato se jim narodil jejich první syn Robert Payne Ullman ( 13. březen 1882 – 22. únor 1948), kterého o rok později následoval druhorozený syn Douglas. Kromě vlastního bratra vyrůstal Douglas ještě s nevlastním bratrem Johnem (* 1873), který byl matčiným synem z prvního manželství. Jako mnozí jiní podlehl i Charles Hezekiah Ullman stříbrné horečce a při spekulacích s těžbou stříbrné rudy přišel o veškerý rodinný majetek. Proto, když bylo Douglasovi pět let, odjel jeho otec zpět do New Yorku, kde se zapojil do prezidentské kampaně republikána Benjamina Harrisona. K rodině do Denveru se již nikdy nevrátil a výchova tří kluků zůstala tak pouze na matce, která po rozvodu přijala pro sebe i své syny jméno po svém prvním manželovi, zemřelém Johnu Fairbanksovi.

### Divadelní kariéra

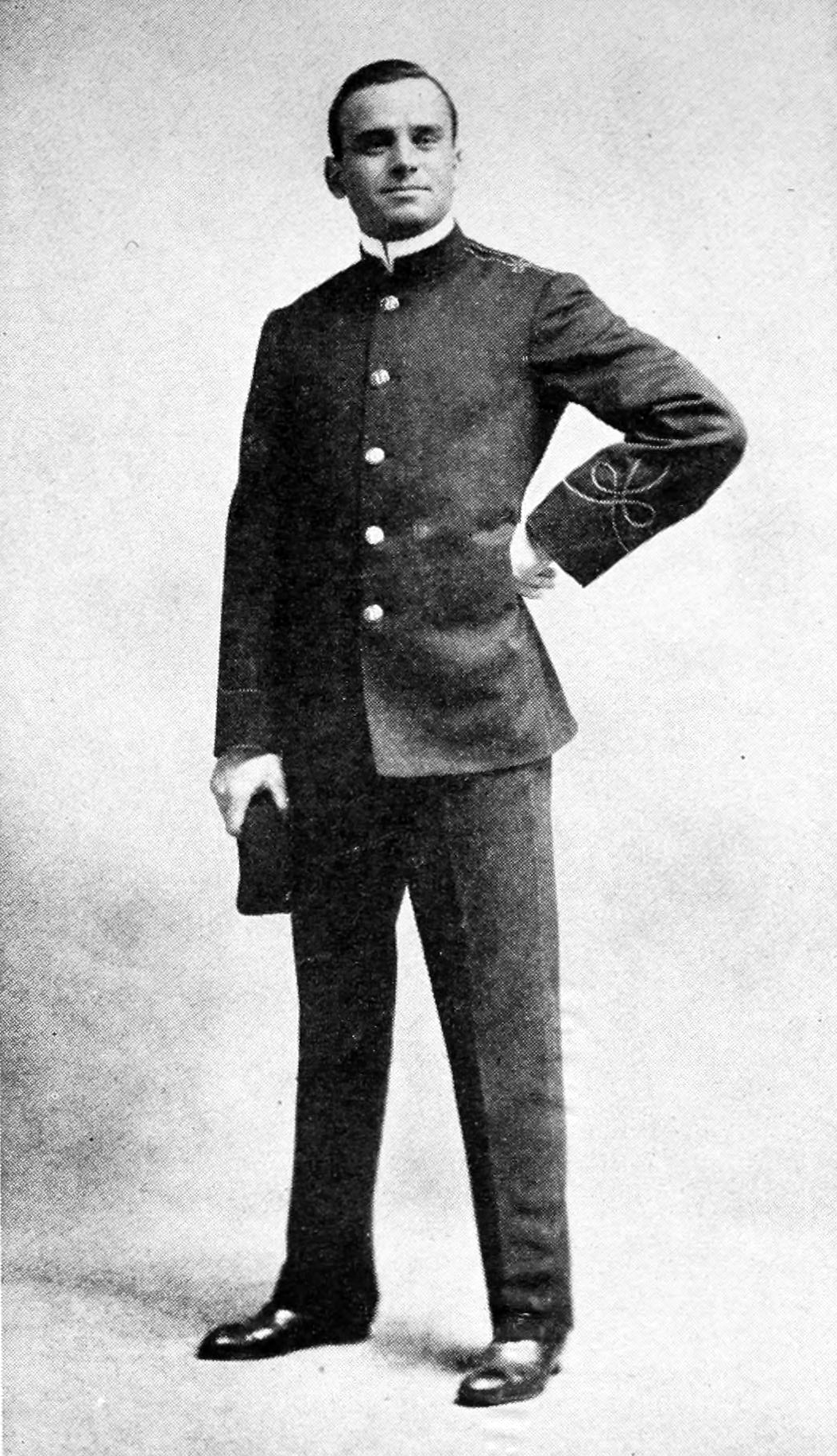
Fairbanks v broadwayské inscenaci hry A Case of Frenzied Finance, 1905

V roce 1900 Fairbanks opustil Colorado a vydal se do New Yorku. Připojil se k divadelní společnosti britského herce Fredericka Wardeho, který ho obsadil do role Floria ve hře The Duke's Jester. Po jedné divadelní sezóně skupinu opouští. Vystřídal řadu zaměstnaní, mj. se živil jako prodavač v železářství nebo úředník v makléřské firmě na Wall Streetu a dokonce podnikl cestu do Evropy. V roce 1902, po návratu z cesty do Evropy, si odbyl debut na broadwayské scéně ve hře Her Lord and Master. V roce 1905 podepsal dvouletý exklusivní kontrakt s divadelním producentem William Bradym. První významnou divadelní rolí se pro Fairbankse stal Bennie Tucker ve hře A Case of Frenzied Finance v roce 1906, v následujícím roce se objevil ve hře The of the Hour, kde ztvárnil postavu Perryho Cartera Wainwrighta. Hra se stala velkým hitem – prvním ve Fairbanksově kariéře – a dosáhla více než 450 repríz.
V roce 1907 se Fairbanks seznámil s dcerou zámožného newyorského průmyslníka Daniela J. Sullyho Annou Beth, se kterou se 11. července téhož roku oženil. Na naléhání svého tchána opustil krátce Douglas svou úspěšnou divadelní kariéru a začal se věnovat rodinnému podniku. O dva roky později, 9. prosince 1909, porodila Anna Douglasova jediného syna Douglase juniora. V roce 1915 se i s rodinou přestěhoval do Hollywoodu. Manželé Fairbanksovi se rozvedli v roce 1918 a Anna se i se synem usadila v Paříži. Svého otce vídal mladý Douglas pouze při jeho cestách do Evropy. Později, i přes nelibost svého otce, nastoupil také hereckou dráhu jako Douglas Fairbanks, Jr.
V rodinné firmě nevydržel Fairbanks příliš dlouho a už v druhé polovině roku 1908 se úspěšně vrátil na divadelní scénu, kde jako senátorský sekretář Bud Haines zazářil ve hře A Gentleman from Mississippi a opět slavil ohromný úspěch u diváků. Následují stejně úspěšné role ve hrách The Lights o' London (1911), A Gentleman of Leisure (1911), Hawthorne of the U.S.A. (1912) nebo The New Henrietta (1913). Jeho poslední divadelní rolí byl zámožný nápadník Jerome Belden ve hře The Show Shop (1914). Po celou svou divadelní kariéru neprojevil Fairbanks o nově se rozvíjející filmové umění žádný zájem. Ještě v roce 1915, těsně před tím, než přijal nabídku na svůj první film, prohlásil: „Celá ta bláznivá horečka kolem filmu nestojí za to, aby ji alespoň trochu normální člověk bral vůbec na vědomí.“

### Král Hollywoodu

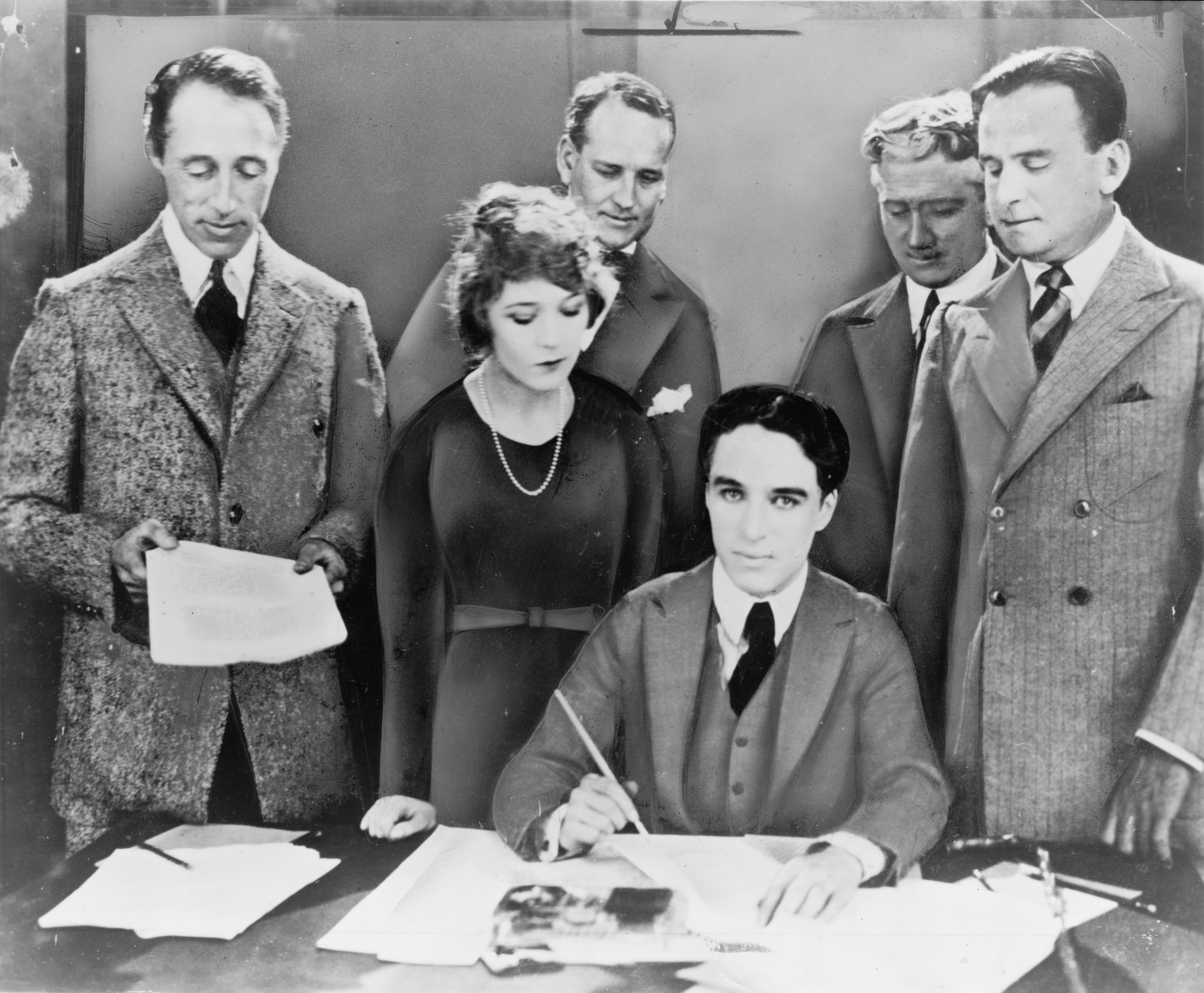
D. W. Griffith, Mary Pickford, Charlie Chaplin (sedící) a Fairbanks podepisují roku 1919 smlouvu o založení filmové společnosti United Artists

Do roku 1920, tedy v průběhu necelých pěti let, natočil Fairbanks celkem 29 filmů, ve kterých neustále opakoval svůj ustálený filmový charakter, kterým se uvedl na stříbrné plátno ve snímku Jehně (The Lamb; 1915) z roku 1915 a se kterým slavil úspěch u diváků. V roce 1920 se Fairbanks rozhodl pro změnu. Jeho starší bratr jej upozornil na povídku, kterou v roce 1919 publikoval v oblíbeném laciném plátku All-Story Weekly policejní reportér a autor brakové literatury Johnston McCulley. Hlavním hrdinou povídky, jež nesla název Kletba Capistrana, byl mstitel s černou maskou na tváři a kordem v ruce, který ochraňuje slabé a utlačované a na tváři svých protivníků zanechává třemi tahy kordu šrámy ve tvaru písmene Z. Po přečtení se Fairbanks rozhodl, že námětem jeho příštího filmu se stane tento tajemný mstitel. Přípravou nového filmu byl pověřen režisér Fred Niblo.

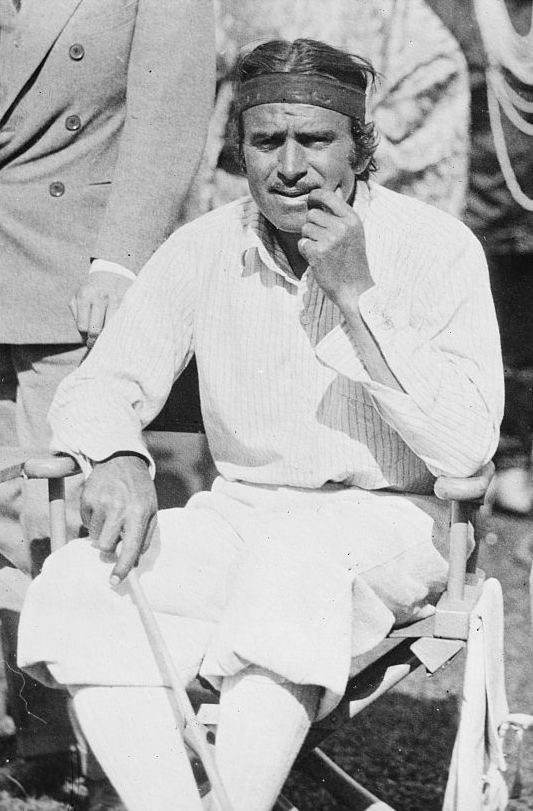
Douglas Fairbanks jako „zloděj z Bagdádu“, 1924

Film Zorro mstitel (The Mark of Zorro; 1920) měl premiéru v prosinci roku 1920 a zaznamenal ohromný úspěch jak u diváků tak u kritiků a Fairbanks se proto rozhodl napříště natáčet již jen dobrodružné výpravné kostýmní snímky po vzoru Zorra mstitele, ve kterých představoval neohrožené mstitele bezpráví, romantické hrdiny bránící slabé a utlačované a dobyvatele ženských srdcí. Snížilo se rovněž jeho tempo natáčení nových filmů na jeden film ročně. Série osmi výpravných kostýmních filmů zahrnuje kromě Zorro mstitele dále filmový přepis Dumasova románu Tři mušketýři (Three Musketeers; 1921), ve kterém Fairbanks poprvé ztělesnil d'Artagnana, filmový přepis středověké legendy o hrdinovi, který se svou družinou v Sherwoodském lese nedaleko Nottinghamu bohatým bere a chudým dává Robin zbojník (Robin Hood; 1922), na motivy pohádky z Tisíce a jedné noci natočený Zloděj z Bagdádu (Thief of Bagdad; 1924), volné pokračování filmu Zorro mstitel Don Q Zorrův syn (Don Q Son of Zorro; 1925), první Fairbanksův barevný film Černý korsár (Black Pirate; 1926) natočený systémem Technicoloru a do jihoamerických pamp situovaný Gaučo (Gaucho; 1927).

### Ústup ze slávy

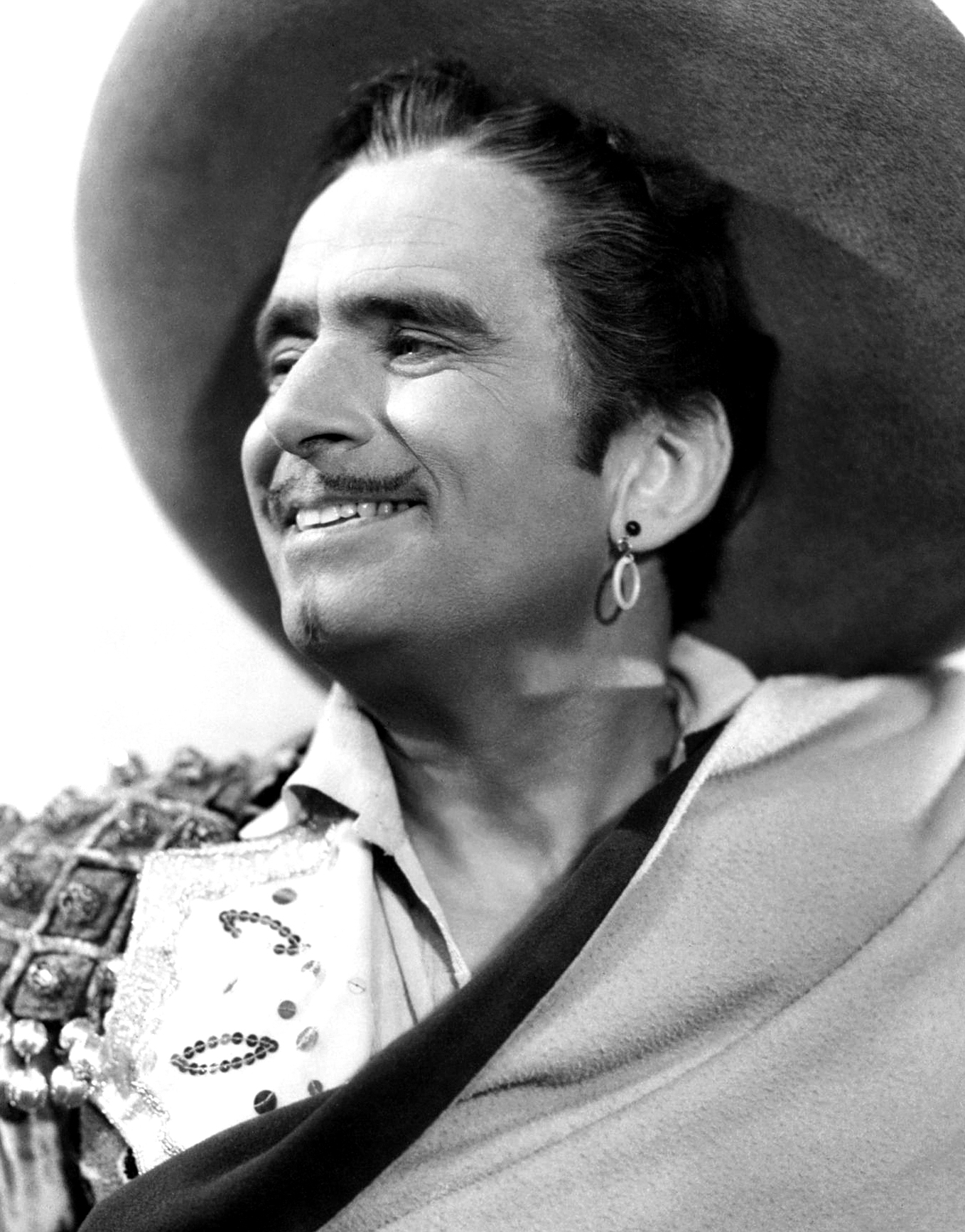
Fairbanks ve filmu The Private Life of Don Juan, 1934

Filmem Železná maska (Iron Mask; 1929), natočeným opět podle námětu Alexandra Dumase, uzavřel Douglas Fairbanks tuto sérii osmi výpravných romantických velkofilmů, kterém mu přinesly celosvětovou slávu a přezdívku "Král Hollywoodu". Železná maska se pro něj stala také jeho posledním němým snímkem. Po téměř patnáctiletém působení u filmu se Fairbanks ocitl na rozcestí. Ve svých 46 letech již nebyl tím zdatným hrdinou, kterého ztvárňoval na stříbrném plátně a začíná si uvědomovat nutnost pro sebe najít jiný typ rolí. Rovněž samotný filmový průmysl prochází výraznou proměnou, kterou způsobil nástup zvuku, a tak byla Železná maska do kin uveden s dodatečně nahraným hudebním doprovodem a krátkým úvodním proslovem samotného Fairbankse. V jeho následujícím – prvním zvukovém – filmu se jeho hereckou partnerkou stala jeho životní partnerka Mary Pickfordová. Kupodivu až do roku 1929, kdy se jejich manželství ocitlo na pokraji rozbití, se Fairbanks a Picfordová nikdy neobjevili na filmovém plátně společně. Námětem jejich prvního společného filmu se stala klasická komedie Williama Shakespeara. Režie filmu Zkrocení zlé ženy (The Taming of the Shrew; 1929) se ujal zkušený Sam Taylor. Film si odbyl premiéru na konci roku 1929 a u diváků se nesetkal s úspěchem. Neúspěch filmu schvalovali jeden na druhého a jejich manželská krize se prohloubila. Po tomto neúspěchu začal Fairbanks zvažovat, zda má ve své filmové kariéře nadále pokračovat. Ve stejné situaci se ocitla i Mary Pickfordová, která se po dvou dalších neúspěšných pokusech o zvukový film rozhodla v herecké dráze nepokračovat a věnovat se již jen podnikání.
Fairbanks se rozhodl pokračovat, ale i jeho následující film Modré s nebe (Reaching for the Moon; 1930), uvedený do kin na konci roku 1930, u diváků propadl. Následoval polodokumentární film Cesta kolem světa za 80 minut (Around the World in Eighty Minutes; 1931) a při výpravě na ostrovy v Jižním Pacifiku podle klasického námětu natočená komedie Moderní Robinson (Mr. Robinson Crusoe; 1932). Po návratu z tohoto natáčení se pokusil obnovit vztah se svou ženou, která však již v jejich vztah nevěřila. Fairbanks odjel do Evropy, kde se setkává a následně sbližuje s bývalou tanečnicí, manekýnou a manželkou lorda Ashleyho Sylvií Hawksovou, která, stejně jako nyní Pickfordová s Fairbanksem, již se svým manželem delší dobu nežila. Po čase se natrvalo usadil v Anglii, kde se pokusil obnovit svou filmovou kariéru a v režii Alexandra Kordy natočil film Poslední lásky Dona Juana (Private Life of Don Juan; 1934). Role stárnoucího dobyvatele ženských srdcí, který zjišťuje, že už není tím, za koho jej legenda považuje, se stala jeho poslední. Film přinesl Fairbanskovi uznání kritiků, ale stejně jako jeho předchozí zvukové filmy u diváků propadl.
V roce 1936, po třech letech odloučení, je manželství s Pickfordovou rozvedeno. 7. března 1936 si Fairbanks v Paříži bere lady Ashleyovou. V dubnu 1939 sehrál svou poslední roli jako svědek na svatbě svého syna s Mary Lee Eplingovou. Události v Evropě přiměly manžele Fairbanskovi k návratu do Ameriky, kde se usadili nedaleko Hollywoodu v Santa Monice. Začátkem prosince postihl Fairbankse infarkt, který ho upoutal na lůžko. V noci ze dne 12. na 13. prosince 1939 ve věku 56 let v tichosti umírá. Fairbanksova slavná poslední slova byla „Nikdy jsem se necítil lépe.“ Douglas Fairbanks byl pohřben na hřbitově Forest Lawn Memorial Park v kalifornském Grandale. V únoru 1940 byl Douglas Fairbanks in memoriam oceněn Oscarem za přínos filmovému umění.

## Filmografie (výběrová)
| Premiéra          | Název                                                 | Role                          | Režie                            |
| 21. únor 1929     | Železná maska (Iron Mask)                             | D'Artagnan                    | Allan Dwan                       |
| 8. březen 1926    | Černý korsár (Black Pirate)                           | Michael, černý korsár         | Albert Parker                    |
| 15. červen 1925   | Don Q Zorrův Syn (Don Q Son of Zorro)                 | Don César de Vega/Zorro       | Donald Crisp                     |
| 23. březen 1924   | Zloděj z Bagdádu (Thief of Bagdad)                    | zloděj z Bagdádu              | Raoul Walsh                      |
| 18. říjen 1922    | Robin zbojník (Robin Hood)                            | Earl of Huntingdon/Robin Hood | Allan Dwan                       |
| 28. srpen 1921    | Tři mušketýři (Three Musketeers)                      | D'Artagnan                    | Fred Niblo                       |
| 5. prosinec 1920  | Zorro mstitel (The Mark of Zorro)                     | Don Diego Vega/Zorro          | Fred Niblo                       |
| 28. prosinec 1919 | Fairbanks blázní (When the Clouds Roll by)            | Daniel Boone Brown            | Victor Fleming, Theodore Reed    |
| 28. prosinec 1919 | Jeho veličenstvo Fairbanks (His Majesty the American) | William Brooks                | Joseph Henabery                  |
| 8. prosinec 1918  | Dobrodružství v Arizoně/Fešák oficír (Arizona)        | poručík Danton                | Douglas Fairbanks, Albert Parker |
| 8. září 1918      | Fairbanksův kanárek (He Comes Up Smiling)             | Jerry Martin                  | Allan Dwan                       |
| 24. červen 1917   | Fairbanks hrdina Arizony (Wild and Woolly)            | Jeff Hillington               | John Emerson                     |
| 1. říjen 1916     | Západ a východ Ameriky (Manhattan Madness)            | Steve O'Dare                  | Allan Dwan                       |
| 9. červenec 1916  | Fairbanks se žení (Flirting with Fate)                | Augy Holliday                 | Christy Cabanne                  |
| 7. listopad 1915  | Jehně (The Lamb)                                      | Gerald                        | Christy Cabanne                  |

## Fotogalerie

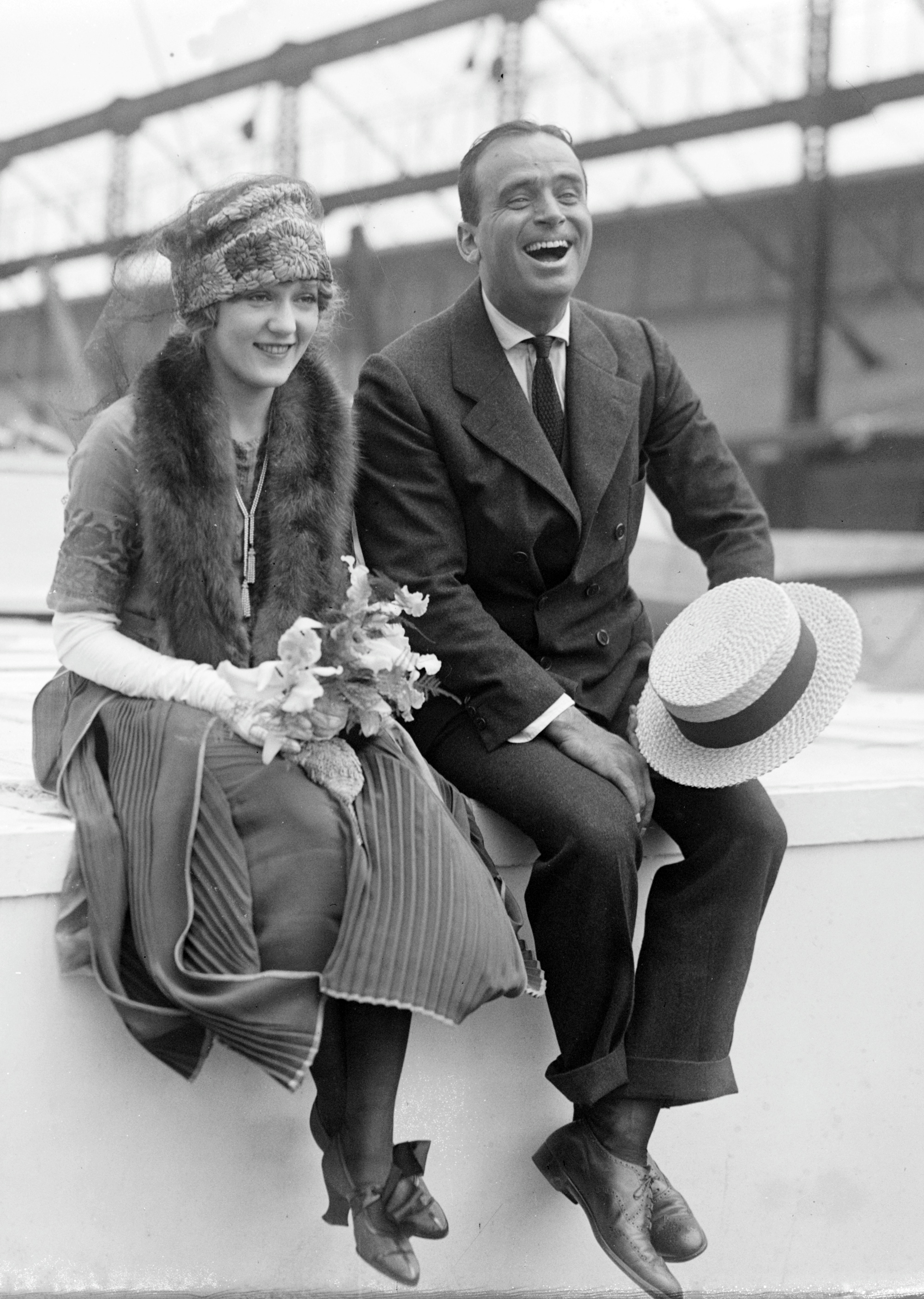
Douglas Fairbanks s manželkou
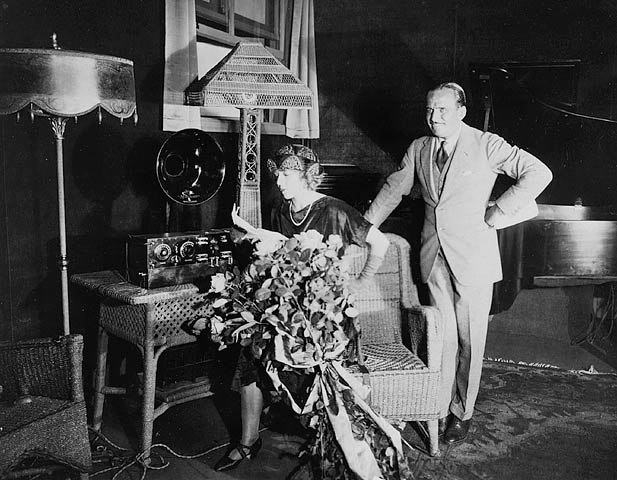
Douglas Fairbanks a Mary Pickfordová v CKAC studiu
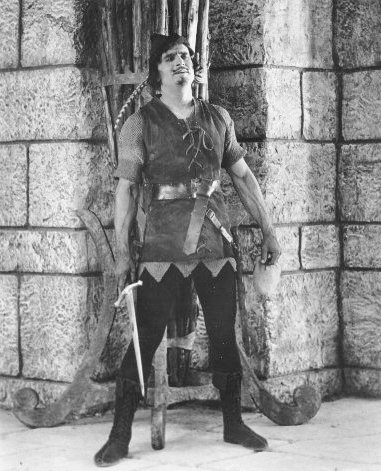
Douglas Fairbanks jako Robin Hood
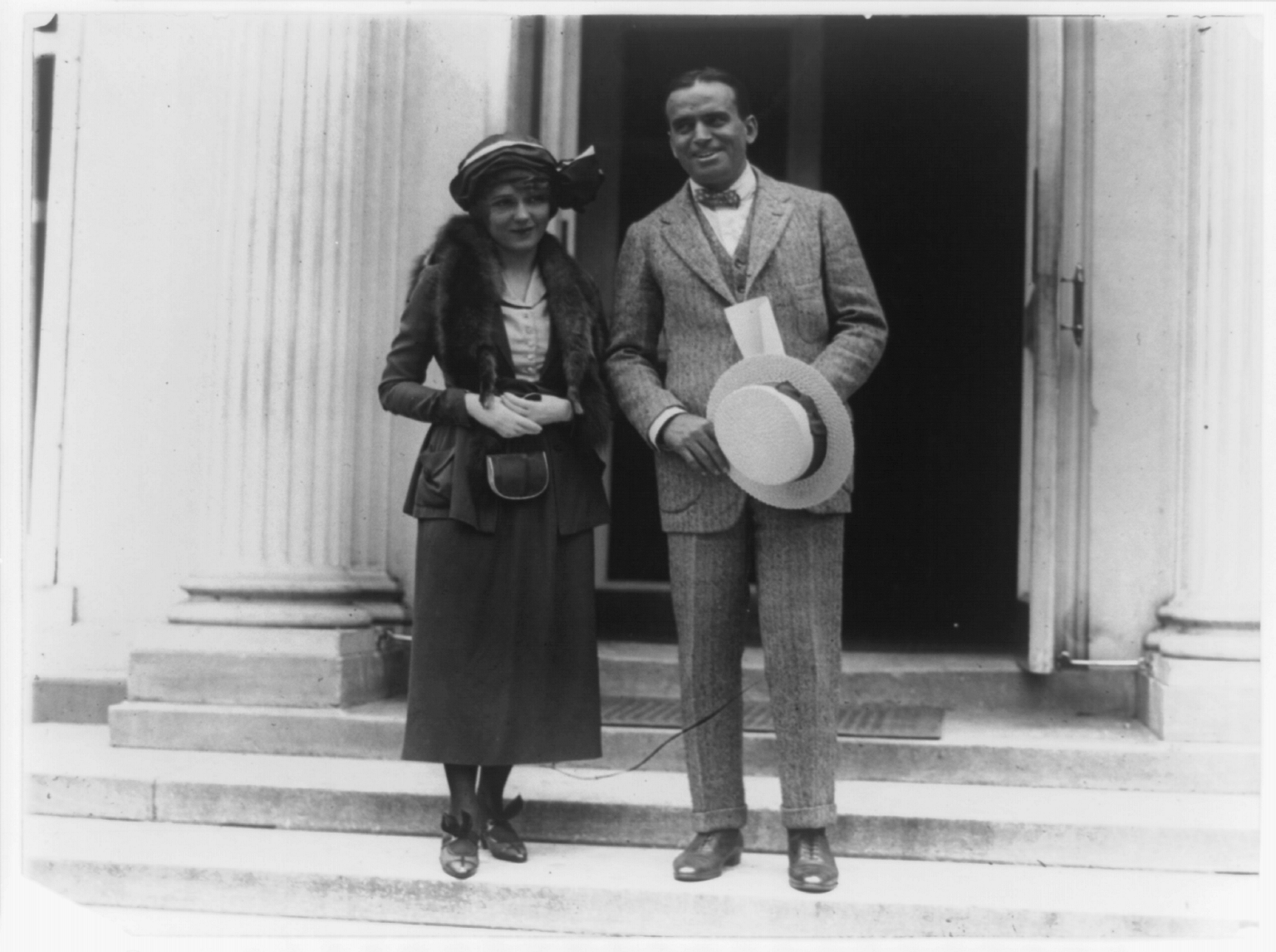
Fairbanks s Pickfordovou jako návštěvníci Bílého domu

## Zajímavosti

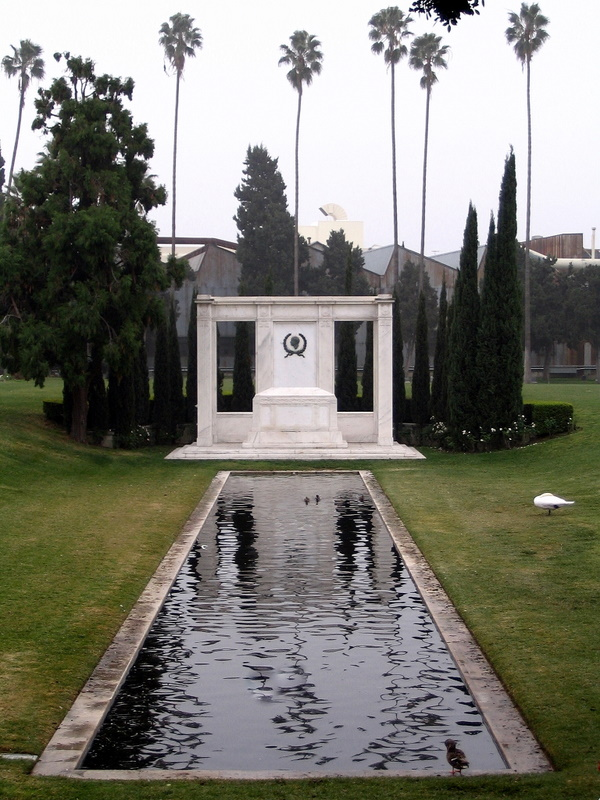
Fairbanksova hrobka na Hollywood Forever Cemetery

- V roce 1926 zavítal Douglas Fairbanks se svou tehdejší ženou Mary Pickfordovou do Československa. Z jejich návštěvy natočil Karel Anton filmovou aktualitu, která zachycuje jejich příjezd na pražské Wilsonovo nádraží 25. července, jejich návštěvu u prezidenta Masaryka v Lánech 28. července, kde se setkali s generálem Syrovým a prezidentovou rodinou, davy nedočkavých fanoušků před pražským kinem Adria a na Staroměstském náměstí v Karlových Varech.
- v roce 1927 byl zvolen prvním prezidentem americké Akademie filmových umění a věd (Academy of Motion Picture Arts and Sciences), jejímž byl jedním z 36 zakladatelů. Jejím prezidentem byl až do roku 1929.
- společně s Williamem C. deMillem byl hostitelem prvního slavnostního předávání výročních cen Akademie filmového umění a věd, které se uskutečnilo 16. května 1929. Pro tuto příležitost byla scénografem Cedricem Gibbonem a sochařem Georgem Stanleyem navržena soška rytíře s mečem stojícího na cívce filmového pásu – známá později jako Oscar.
- Douglas Fairbanks se dostal i do tvorby významného českého básníka Vítězslava Nezvala. V jeho básnickém sbírce Abeceda můžeme nalézt následující verše:

| „                                 | Teď vzpomínat mně každý dovolí při g na pohotovost Fairbanksova lasa. Na zemi říjí stádo bůvolí a já jím argentinský řízek z jejich masa | “ |
| — Vítězslav Nezval: Abeceda, 1926 | |   |

- v životopisném snímku Chaplin (Chaplin; 1992) režiséra Richarda Attenborougha z roku 1992 si Fairbankse zahrál herec Kevin Kline.